# 거미

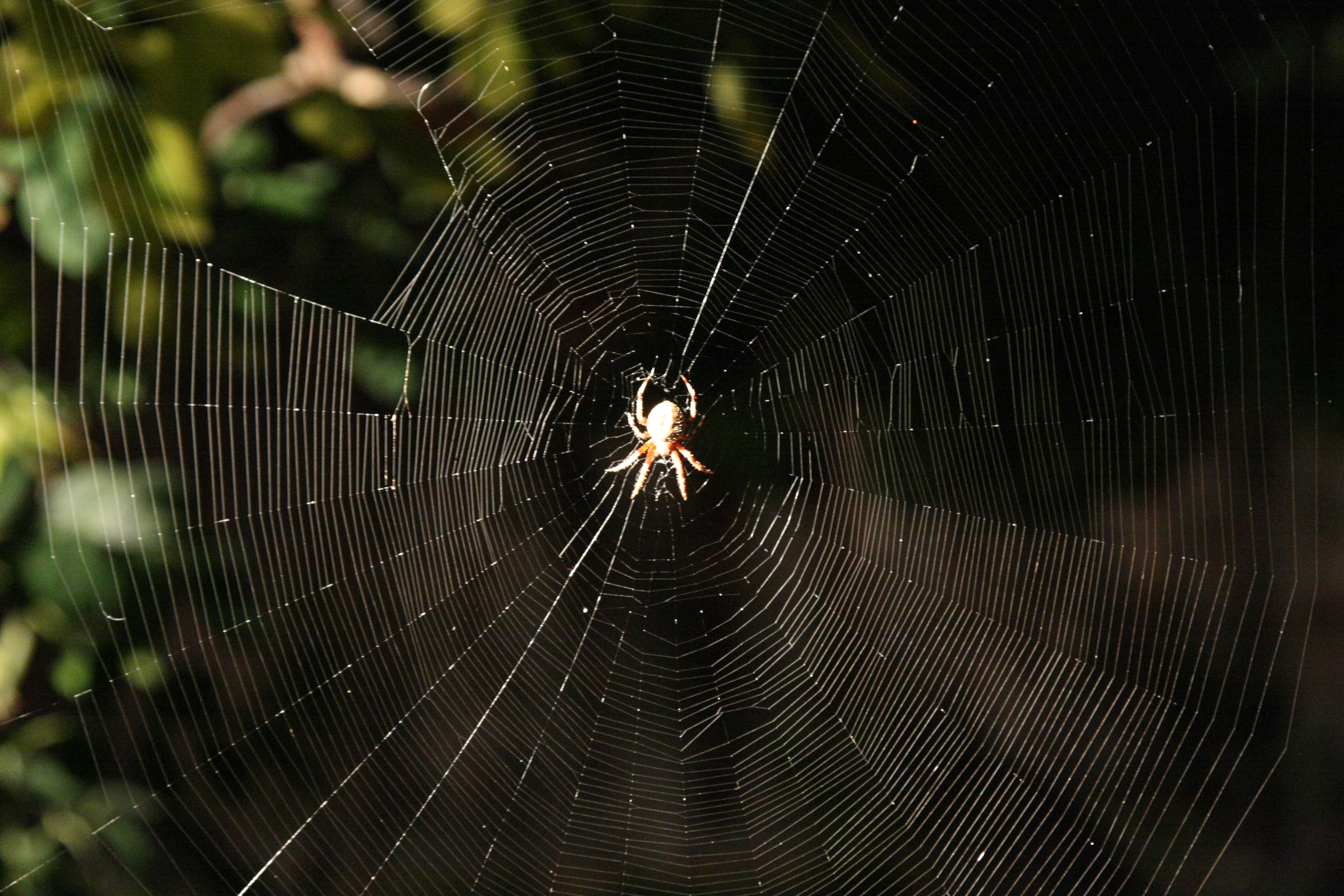
유럽정원거미(Araneus diadematus)의 거미줄

거미(영어: spider)는 거미강 거미목(Araneae) 절지동물이다. 여덟 개의 다리와 독을 주입할수 있는 엄니가 달린 협각이 있으며 복부배면에 위치한 책허파기관을 통해 호흡을 한다. 곤충은 머리 · 가슴 · 배(이하 두흉부)지만 거미는 머리와 배 부분으로 나뉜다. 또한 날개가 없어 날 수 없다는 것이 그 동안의 상식이었지만 최근 연구를 통해 거미가 거미줄을 이용해 날 수 있다는 사실이 밝혀졌다. 거미가 거미줄을 이용해 공기의 흐름을 타고 멀리 이동하는 현상을 벌루닝(Ballooning)이라고 한다. 대부분의 거미는 점액을 만드는 특수한 기관을 이용하며 거미줄을 만들며 거미줄로 집을 짓고 사는 정주성(定住性) 거미와 물거미, 게거미, 깡충거미, 농발거미처럼 거미줄을 만들지 않는 배회성(徘徊性) 거미가 있다.
먹이는 주로 곤충으로 곤충의 몸에 독소를 주입한 뒤, 그 체액을 빨아먹는다. 거미는 매미충, 멸구, 파리, 모기, 나방, 개미, 선녀벌레, 최대로 바퀴벌레와 같은 해충들을 먹기도 해서 농업해충을 잡아먹는 ‘살아있는 농약’으로 여겨지기도 한다.
전 세계에 약 3만 종이 알려져 있으며 한국에는 약 600종이 분포한다.

## 형태
크기는 몸길이 1mm 정도의 미세한 것에서 약 30cm에 이르는 것까지 있으나 5~30mm가 보통이다.
걷는 다리가 네 쌍이고, 더듬이 대신 촉지(더듬이다리)가 있으며, 홑눈은 있으나 겹눈이 없다. 머리, 가슴이 융합되어 한몸으로 되어 있고 배와는 잘룩하게 뚜렷이 경계가 되어 있다. 날개가 없으며, 2~3쌍의 실젖이 있다.
몸의 전반부를 구성하는 머리가슴부의 등면은 좀 딱딱한 판으로 덮였는데 이것을 배갑(背甲)이라 한다. 다리가 여덟 개이며,홑눈은 보통 여덟 개이며, 입은 위턱·아래턱·윗입술·아랫입술의 4부로 되었으며 위턱은 이빨의 구실을 한다. 거미는 먹이를 씹을 수 없고 먹이를 협각(위턱)이라 부르는 구기로 찌른 다음 독액의 작용으로 용해시켜 빨아먹는다.
거미의 특유한 호흡기로 서폐(書肺,책허파,Book Lung)가 있다. 거미는 서폐만이 아니고 절지동물과 같이 기관(氣管)으로도 호흡을 한다. 배의 뒤끝에 실을 뽑는 방적돌기가 있다. 암수구별방법은 일반적으로 촉지로 구별이 가능한데, 촉지 끝 한마디가 동그란 경우(권투 장갑을 낀 것처럼) 수컷이고 뾰족하면 암컷이다. 그 이유는 암컷의 경우 보통의 동물들처럼 배에 생식기가 있지만, 수컷의 경우 더듬이다리에 생식기가 발달되어 있기 때문이다. 그 외에도 외모로만 볼 경우 머리가슴 가준으로 배가 크면 암컷, 배가 작으면 수컷이긴 하나 이 경우는 종에 따라 다르다.

## 생태
거미는 대부분 짧게는 최소 1~2년, 길게는 20년 정도 살게 되며, 탈바꿈은 한번도 하지 않는다.
거미가 성체가 되는 시기는 종류에 따라 달라서 짝짓기하는 시기 역시 다르다. 거미의 수컷은 성숙하면 곧 짝짓기할 상대를 구한다. 이를 위해 수컷은 암컷에게 자신을 알리고 암컷을 유인하는 구애행동을 한다. 짝짓기를 하기 전에 수컷은 정망(정자 그물)이라고 하는 거미줄로 단을 만든다. 수컷은 배에서 한 방울의 정자를 정망 위로 떨어뜨린다. 그런 후 자신의 촉지(더듬이다리)를 정자로 채운다. 수컷은 짝짓기를 하는 동안 각수를 이용하여 암컷에게 정자를 옮긴다. 짝짓기가 끝나면 암컷은 몸 속에 정자를 보관해 둔다.
몇 주 또는 몇 달이 지나 암컷이 알을 낳으면 알과 정자가 수정된다. 거미가 한 번에 낳는 알의 수는 100~1300여개이지만 타란튤라같이 큰 거미에 속하는 종은 2,000개 이상을 낳기도 한다. 거미는 대부분 알을 실로 만들어진 알주머니 속에 담아 보관한다. 알주머니는 종에 따라 크기와 모양이 다른데 많은 종에서 어미 거미는 알주머니를 만든 후 곧 죽는다. 그러나 어떤 종들은 어미가 알이 부화할 때까지 알을 보호하기도 한다. 거미는 종류에 따라 알주머니를 그물 속에 매달아 놓거나 나뭇잎이나 식물체에 붙여 놓기도 한다. 또 다른 종류는 알주머니를 차고 다니는데, 어떤 것의 암컷은 배에 알주머니를 매달아 끌고 다닌다.
알은 알주머니 속에서 부화하며, 새끼는 날씨가 따뜻해질 때까지 알주머니 속에 있다.
알이 가을에 부화했으면 새끼는 봄이 될 때까지 알주머니 속에서 머무른다. 새끼는 알주머니를 떠나자마자 즉시 예인줄을 만들기 시작한다. 많은 새끼들이 다른 지역으로 이동을 한다. 새끼는 이동하기 위해서 담벽이나 높은 곳으로 기어올라가 실젖을 공중에 비스듬히 추켜든다. 공기의 흐름이 실을 실젖 밖으로 끌어내고, 실이 바람을 받으면 새끼는 공중에 떠올라 바람을 타고 이동한다. 이러한 이동 방법을 바람타기라고 한다. 거미는 바람타기로 아주 먼 곳까지 이동할 수 있다.
새끼는 자라는 동안 몇 차례 탈피를 하여 몸을 꽉 죄는 낡은 껍질을 벗고 더 큰 새 껍질을 갖춘다. 일반적으로 성체가 될 때까지 1~10차례 탈피를 하는데 20차례 이상 탈피를 하는 것도 있다. 하지만 탈피는 영양상태나 환경등에 따라 같은 종의 거미라도 탈피하는 횟수가 다르다.

## 천적
거미의 천적은 대모벌이 있는데, 거미를 마취시켜서 거미의 몸속에 알을 낳아 애벌레의 먹이로 삼는 대모벌은 거미의 가장 무서운 천적이다. 다만 크기에 따라서 역으로 잡아먹는 경우도 있다고 한다. 또한 카멜레온,개구리,사마귀,말벌,사냥벌,인간,새,지네,전갈,이구아나,뱀,악어가 있습니다.

## 거미줄
학자들에 의하면 거미줄에 사용된 물질은 모든 생체재료 가운데 강도가 가장 강한 것으로 조사되었다. 강철보다도 더 강한 것으로 나타났다.

### 우주 실험
우주 속 거미줄은 1973년에 스카이랩이 만든 것으로 아라벨라(Arabella)와 앤티나(Antina)라는 두 마리의 암수 유럽정원거미를 이용하였다. 1973년 7월 28일에 처음 착수하여 무중력 환경에서 거미들의 행동을 관찰하는게 실험 과정에 포함되었다. 두 거미들은 무중력 환경에 적응하는 데 오랜 시간이 걸렸다. 두 마리의 거미들은 탈수 현상으로 임무 기간 동안에 죽어버리고 말았다.
과학자들이 거미줄을 연구할 기회를 얻었을 때 거미줄이 지구의 일상적인 거미줄보다 더 가느다랗다는 사실을 알아냈다. 또, 거미줄을 치는 패턴이 비슷한 면은 전혀 없지만 그 종류는 다양하였으며 거미줄의 특징에 큰 차이가 있었다. 게다가 거미줄이 전반적으로 더 가늘었지만 우주 속 거미줄은 여러 장소에서 굵은 것도 존재하였고 어떤 곳에서는 훨씬 더 가는 것도 존재하였다. 지구에서는 일정한 굵기를 유지하는 것을 관찰할 수 있으므로 흔치 않은 일이라고 할 수 있다.

## 문화 속 거미
거미는 수세기 동안 다양한 문화의 이야기와 신화의 초점이 되어 왔다. 고대 수메르의 직조 여신인 웃투(Uttu)는 거미줄을 치는 거미로 상상되었다. 그녀의 주요 신화에 따르면, 그녀는 자신의 거미줄에 몸을 가두어 아버지 엔키의 성적 접근에 저항했지만, 아버지가 결혼 선물로 신선한 농산물을 약속한 후에 그를 들여보냈고, 그로 인해 그가 그녀를 맥주로 취하게 하고 그녀를 강간하도록 허용했다. 엔키의 아내 닌후르사그는 웃투의 비명을 듣고 그녀를 구해냈고, 그녀의 질에서 엔키의 정액을 제거하고 그것을 땅에 심어 이전에는 존재하지 않았던 8개의 식물을 생산했다.
로마 시인 오비디우스(Ovid)가 『변신』(Metamorphoses)에서 전한 이야기에 따르면, 아라크네('거미'를 뜻하는 고대 그리스어)는 아테나 여신에게 베 짜기 대회에 도전한 리디아 소녀였다. 아라크네가 이겼지만 아테나는 질투심으로 자신의 태피스트리를 부수고 아라크네는 목을 매어 자살했다. 자비로운 행동으로 아테나는 아라크네를 최초의 거미로 되살렸다.
사기꾼 거미 아난시에 관한 이야기는 서아프리카와 카리브해 지역의 민담에서 두드러진다.
일부 문화권에서 거미는 거미줄을 만들고 먹이를 기다리는 사냥 기술과 독이 있는 독으로 인한 장난과 악의로 인해 인내심을 상징했다. 이탈리아 타란텔라는 젊은 여성이 거미에게 물렸을 때의 음란한 효과를 없애기 위해 추는 춤이다. 거미줄 회전은 또한 거미가 자신의 세계를 생산할 수 있는 능력을 가지고 있는 것처럼 보이기 때문에 창조 신화와 연관지어 발생시켰다. 드림캐쳐는 거미줄을 묘사한 것이다. 고대 페루의 모체족은 자연을 숭배했다. 그들은 동물을 강조했으며 종종 예술에서 거미를 묘사했다.

## 같이 보기
- 독소